# 鶴岡稔彦

鶴岡 稔彦（つるおか としひこ、1956年6月3日 - ）は、日本の裁判官。千葉県出身。東京大学卒業。知的財産高等裁判所部総括判事。

## 経歴
- 1980年　司法修習生
- 1982年4月　東京地裁判事補任官
- 1984年4月　徳島地家裁判事補
- 1987年4月　最高裁行政局付
- 1989年7月　東京地裁判事補
- 1990年10月　那覇地家裁石垣支部判事補兼平良支部判事補
- 1992年4月　東京地裁判事
- 1993年4月　最高裁行政局参事官
- 1995年4月　最高裁行政局第二課長
- 1997年4月　最高裁行政局第一課長兼第三課長兼広報課付
- 1999年　東京高裁判事職務代行
- 2000年4月　東京高裁判事
- 2002年4月　東京地裁判事
- 2004年4月　東京地裁部総括判事（民事3部→民事44部）
- 2009年4月　横浜地裁部総括判事
- 2013年4月　東京高裁判事
- 2013年7月　那覇家裁所長
- 2014年4月　那覇地裁所長
- 2015年3月　知財高裁部総括判事
- 2021年6月　定年退官

## 担当訴訟
- 婚外子国籍訴訟(第1審裁判長として、国籍法の規定を違憲とした）
- 東京大空襲訴訟（第1審裁判長として、1987年の最高裁判所第二小法廷における「戦争被害の平等受忍義務」を援用し原告の賠償請求を棄却）